# MAGENTA
Pour les articles homonymes, voir Magenta.
Meilleure cryptanalyse
Eli Biham et al.
MAGENTA est un chiffrement par bloc développé par Deutsche Telekom dans les années 1990. Le nom est un rétroacronyme de Multifunctional Algorithm for General-purpose Encryption and Network Telecommunication Applications et fait également référence à la couleur officielle de la Deutsche Telekom. 
MAGENTA a une taille de bloc de 128 bits et des clés de 128, 192 ou 256 bits. Il est basé sur un réseau de Feistel de 6 tours.
Ce chiffrement a été candidat au concours AES mais ne dépassa pas la première sélection. Des faiblesses furent découvertes très rapidement après sa présentation à la première conférence AES. Il était de plus un des chiffrements les plus lents. Les attaques furent présentées à la deuxième conférence AES par un groupe dirigé par Eli Biham.